# Karl von Brietzke
Barthold Karl von Brietzke (* 25. Juni 1603 in Halberstadt; † 12. November 1647 in Weimar) war ein Mitglied der Fruchtbringenden Gesellschaft.

## Leben
Brietzke ist der Sohn des halberstädtischen Domherrn Hans Georg von Brietzke und seiner Ehefrau Margarethe von Wrange.
Nachweislich studiert Brietzke in den Jahren 1615 bis 1616 an der Universität Leipzig; immatrikuliert ist er aber nur für das Sommersemester 1617. In diesem Sommer schickt ihn sein Vater als Page nach Eisleben an den Hof des Grafen Johann Georg von Mansfeld.
Zwei Jahre später zum damals wohl sehr berühmten Reitlehrer Jakob Liebe nach Dresden und 1620 als persönlicher Page zu Herzog Johann Ernst d. J. von Sachsen-Weimar. Nach der Schlacht am Weißen Berg wird er durch den Herzog wehrhaft gemacht.
1627 gerät Brietzke zusammen mit Oberleutnant Jakob Scharl bei Rückzugsgefechten gegen Wallenstein auf den dänischen Inseln in kaiserliche Gefangenschaft. Herzog Ernst I. von Sachsen-Weimar ernennt Brietzke nach dem Freikauf zum Kammerjunker.
1632 avanciert er zum Leutnant und wird in der Schlacht bei Lützen schwer verwundet. Doch schon zwei Jahre später ernennt ihn Herzog Ernst I. zum Stallmeister. In diesem Amt heiratet er am 15. Juli 1636 auf Schloss Weimar Christina Pflug.
Am 24. September 1636 wechselt Brietzke in gleicher Stellung an den Hof von Herzog Wilhelm IV. von Sachsen-Weimar.
Als Mitte August 1639 Dieterich von dem Werder als Gesandter an den Hof von Weimar kommt, nimmt er im Auftrag von Fürst Ludwig I. von Anhalt-Köthen Brietzke in die Fruchtbringende Gesellschaft auf.
Als Gesellschaftsname wird Brietzke der Setzende verliehen und als Motto die Geschwulst. Das Sternkraut (Aster amellus L.) wird ihm als Emblem zugedacht. Im Köthener Gesellschaftsbuch findet sich Brietzkes Eintrag unter der Nr. 345. Dort ist auch das Reimgesetz zu lesen, welches er als Dank für die Aufnahme verfasst hat:
Daß Sternkraut die geschwulst, wo die sich findet, setzet,
Sie komm' auß flüßen her, Vnd sey man sonst verletzet,
Der Setzend' heiß' ich drumb, auch will ich fleißig sein
Zusetzen, waß da pflegt sich nicht Zuziehen ein
Vnd immer raußer will, Man muß eß bald Zertreiben,
Daß keine fäulnüß mög' ahn einem gliede bleiben,
Gesund wir mögen sein mit früchten angethan
Die führen Vnß den weg gleich Zu dem himmel nahn.
Im Alter von 44 Jahren stirbt Barthold Karl von Brietzke am 12. November 1647 in Weimar.